# Sphenomorphus butleri
Sphenomorphus butleri är en ödleart som beskrevs av  George Albert Boulenger 1912. Sphenomorphus butleri ingår i släktet Sphenomorphus och familjen skinkar. Inga underarter finns listade i Catalogue of Life.